# Jan Berthier

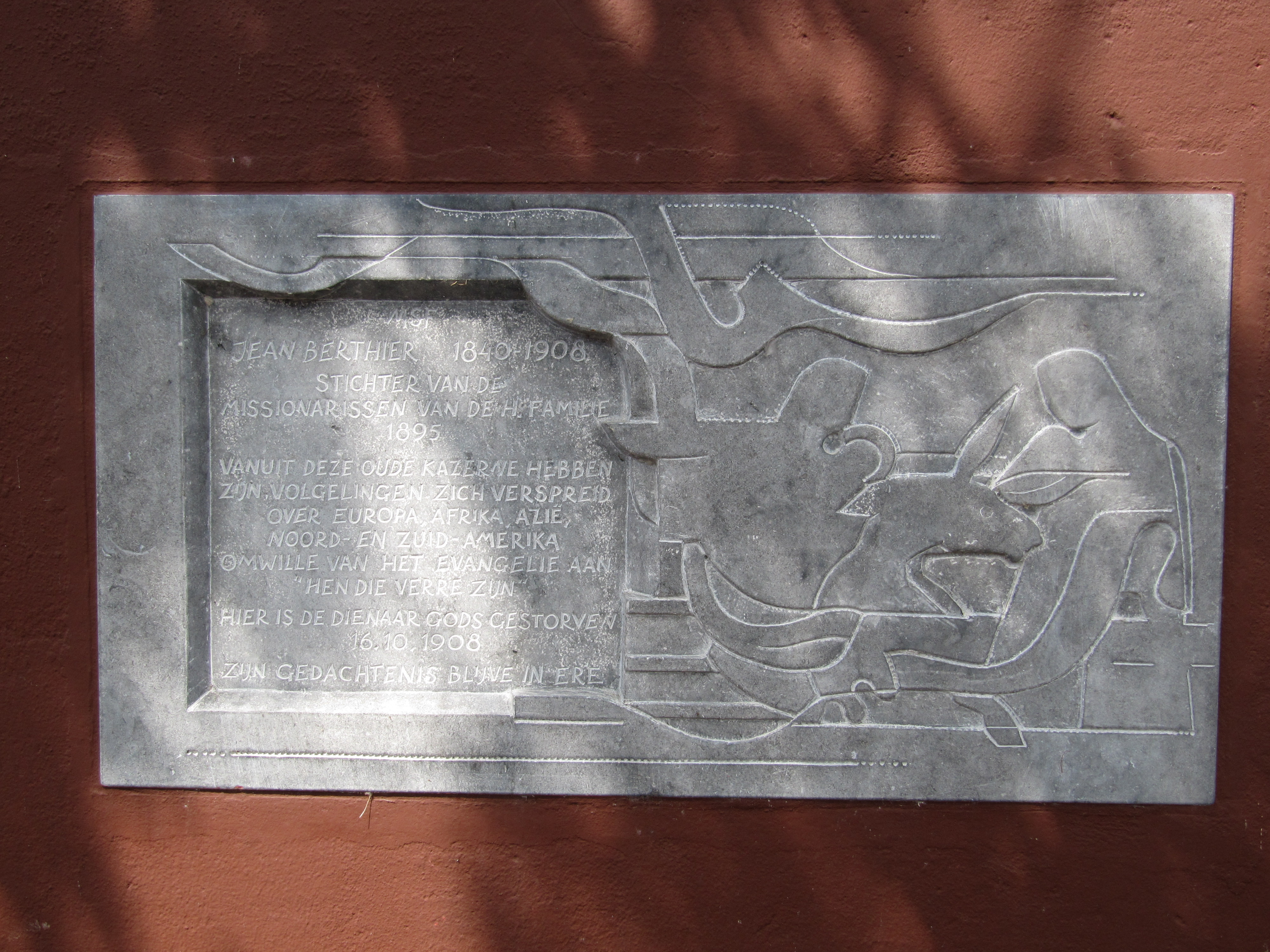
Tablica pamiątkowa w Grave

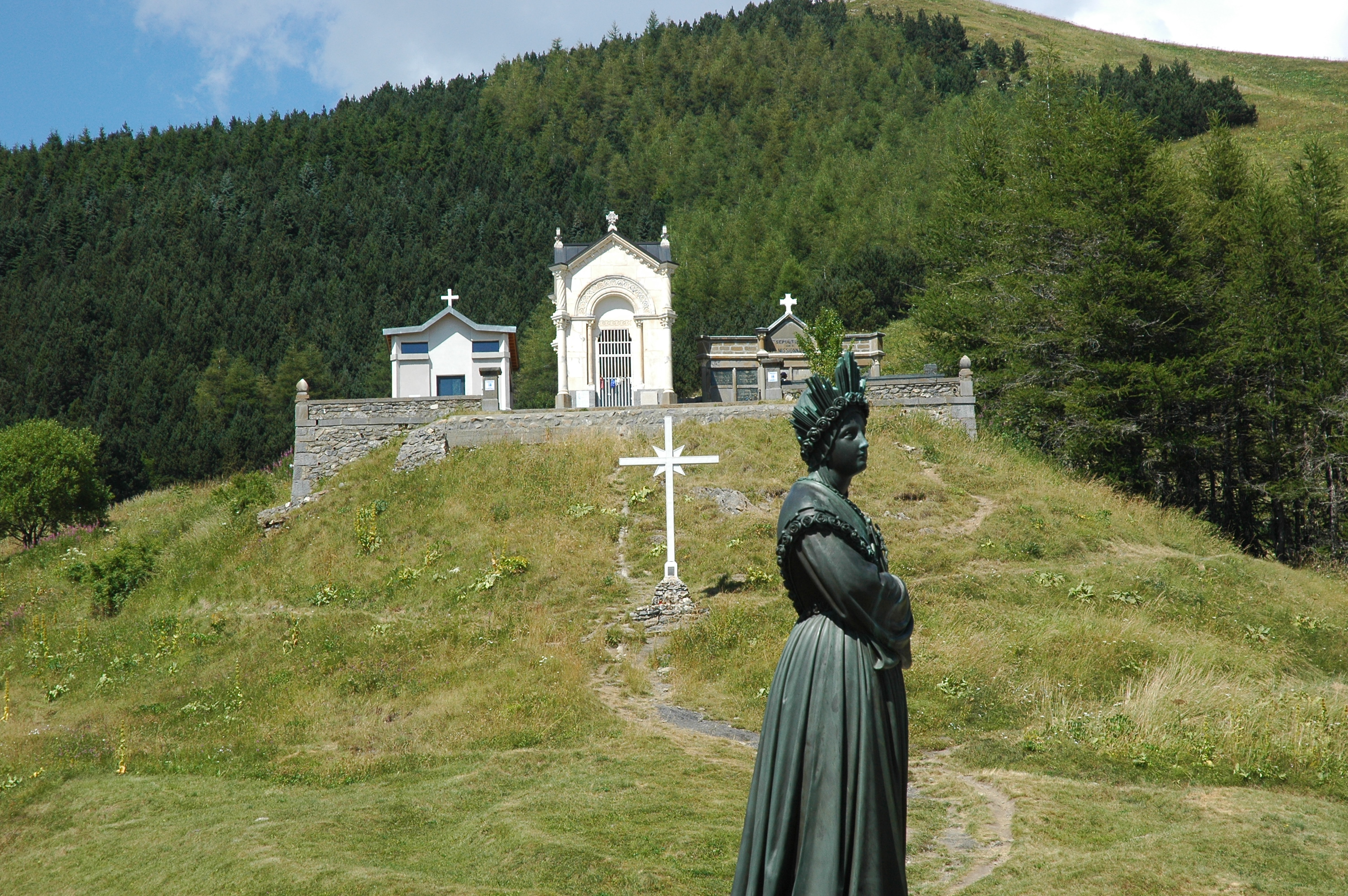
Grób ks. Jana Berthiera na La Salette (pierwszy z lewej)

Jan Berthier (ur. 24 lutego 1840 w Chatonnay, zm. 16 października 1908 w Grave) – francuski duchowny katolicki, założyciel Zgromadzenia Misjonarzy Świętej Rodziny, saletyn, pisarz, wychowawca, Czcigodny Sługa Boży Kościoła katolickiego.

## Dzieciństwo i młodość
Urodził się 24 lutego 1840 roku w Chatonnay na południu Francji, jako najstarsze dziecko Piotra i Marii Berthier. Został ochrzczony dwa dni po narodzinach. Pierwsze lata życia spędził w zaciszu domowego ogniska. Urodzony w pracowitej i chrześcijańskiej rodzinie, od początku uczony był modlitwy i pobożności. Jako dziecko o żywej inteligencji i dobrej pamięci, zaangażował się poważnie w naukę języka francuskiego i należał do najlepszych w klasie. Już po I Komunii Św. rozpoczął naukę łaciny z zamysłem zostania kapłanem. Od 8 roku życia był ministrantem.

## Seminarium
W 1853 r. wstąpił do Niższego Seminarium w La Côte, gdzie dał się poznać jako pilny i pobożny uczeń, a w latach 1858–1862 studiował w Wyższym Seminarium w Grenoble. Już tutaj uchodził powszechnie za świętego. Po otrzymaniu święceń subdiakonatu wraz z innymi klerykami udał się na La Salette. Zauroczony miejscem objawień i tworzącą się tam wspólnotą zakonną miał stwierdzić, że „ja tu jeszcze powrócę”.

## Życie zakonne i kapłaństwo
Równo rok po tej pielgrzymce, 14 sierpnia 1862 roku rozpoczął nowicjat w Zgromadzeniu Misjonarzy Saletynów, a 20 września tego samego roku przyjął święcenia kapłańskie. Liczne choroby spowodowały, że nowicjat został mu wydłużony na okres trzech lat. Tak więc pierwszą profesję zakonną złożył 8 września 1865 roku. W swoich notatkach z rekolekcji przed ślubami napisał: „Nieustanna modlitwa byłaby dla mnie zbawieniem”.
Jan Berthier nie pracował na misjach zagranicznych. Zachwycony orędziem Matki Boskiej Saletyńskiej, pomimo słabego zdrowia, spędził prawie 40 lat na La Salette. Tam służył pielgrzymom, pisał kronikę i wydawał publikacje na temat objawień Matki Bożej. W kapłaństwie wykazał niezwykłą aktywność duszpasterską głosząc misje przez ponad 30 lat w 16 różnych diecezjach, wygłaszając rekolekcje dla księży, seminarzystów, zakonników i zakonnic oraz dla świeckich.
Przełożeni, poznając jego talent wychowawczy, obdarzyli go stanowiskiem dyrektora szkoły apostolskiej na La Salette w latach 1876–1894. Pełnił też wiele odpowiedzialnych funkcji w Zgromadzeniu.

## Założenie zgromadzenia
W odpowiedzi na ówczesne potrzeby Kościoła, Jan Berthier postanowił założyć instytut dla spóźnionych powołań misyjnych w ramach zgromadzenia, do którego należał. Saletyni nie okazali jednak aprobaty dla tego pomysłu.
28 września 1895 roku ks. Jan Berthier utworzył swoje nowe zgromadzenie zakonne. Jako wezwanie i wzór życia wybrał Świętą Rodzinę.
Na główny cel dla Misjonarzy Świętej Rodziny wyznaczył misje i pozyskiwanie nowych duchownych. Pierwszym domem zakonnym były dawne koszary w holenderskiej miejscowości Grave. Ogromną radością ojca założyciela były pierwsze śluby zakonne w 1900 roku, które złożyło 6 nowicjuszy.

## Śmierć i proces beatyfikacyjny
W dzień swojej śmierci, 16 października 1908, ks. Jan Berthier, wstał tak jak cała wspólnota, przespacerował się po swym pokoju i nagle poczuł się słabo, przewracając się na podłogę. Gdy udzielano mu pomocy medycznej i sakramentu namaszczenia chorych wielokrotnie powtarzał, że chce odprawić Mszę Świętą, jednak był zbyt słaby aby to uczynić. W momencie swojej śmierci miał 68 lat, z czego 47 lat przeżył w stanie duchownym. Zmarł w opinii świętości.
Już w roku 1926 podjęto pierwsze kroki do przygotowywania beatyfikacji ks. Berthiera. W 1930 roku Ordynariat Biskupi w Hertogenbosch udzielił imprimatur na tekst modlitwy do prywatnego odmawiania w intencji jego beatyfikacji. W roku 1936 został mianowany postulator procesu beatyfikacyjnego. Proces beatyfikacyjny, ze względu na II wojnę światową został zatrzymany. Po wojnie ponownie podjęte prace przygotowawcze. Proces diecezjalny rozpoczął się w dniu 21 grudnia 1950 roku w diecezji Hertogenbosch. W Tilburgu (Holandia), gdzie odbyło się posiedzenie Trybunału Kościelnego, przesłuchano świadków, którzy osobiście znali Jana Berthiera. Końcowe posiedzenie odbyło się 18 marca 1953 roku w Pałacu Biskupim w Hertogenbosch. 19 maja 2018 papież Franciszek zatwierdził dekret o heroiczności jego cnót.

## Galeria

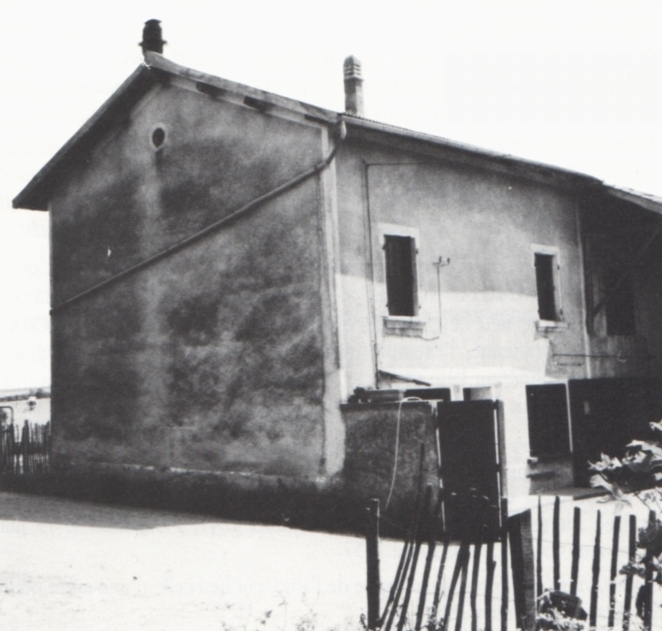
Dom rodziny Berthierów, Chatonnay
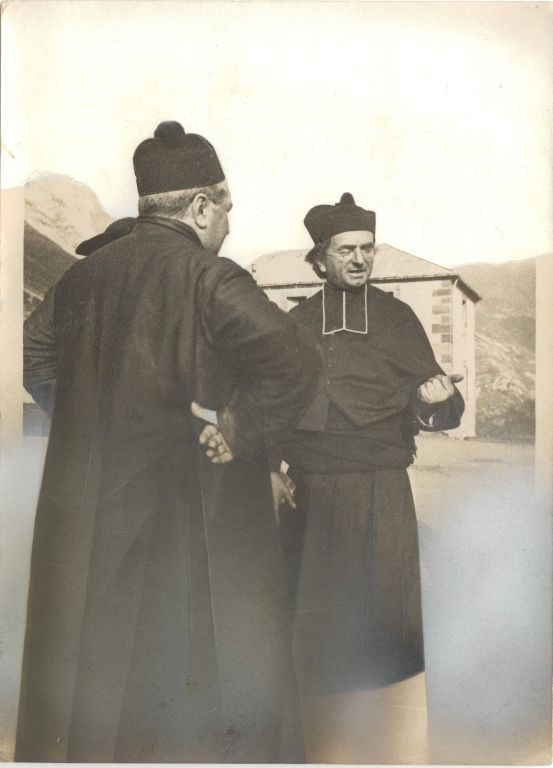
Ks. Jan Berthier na La Salette, 1890